# Сосуд из Броночице

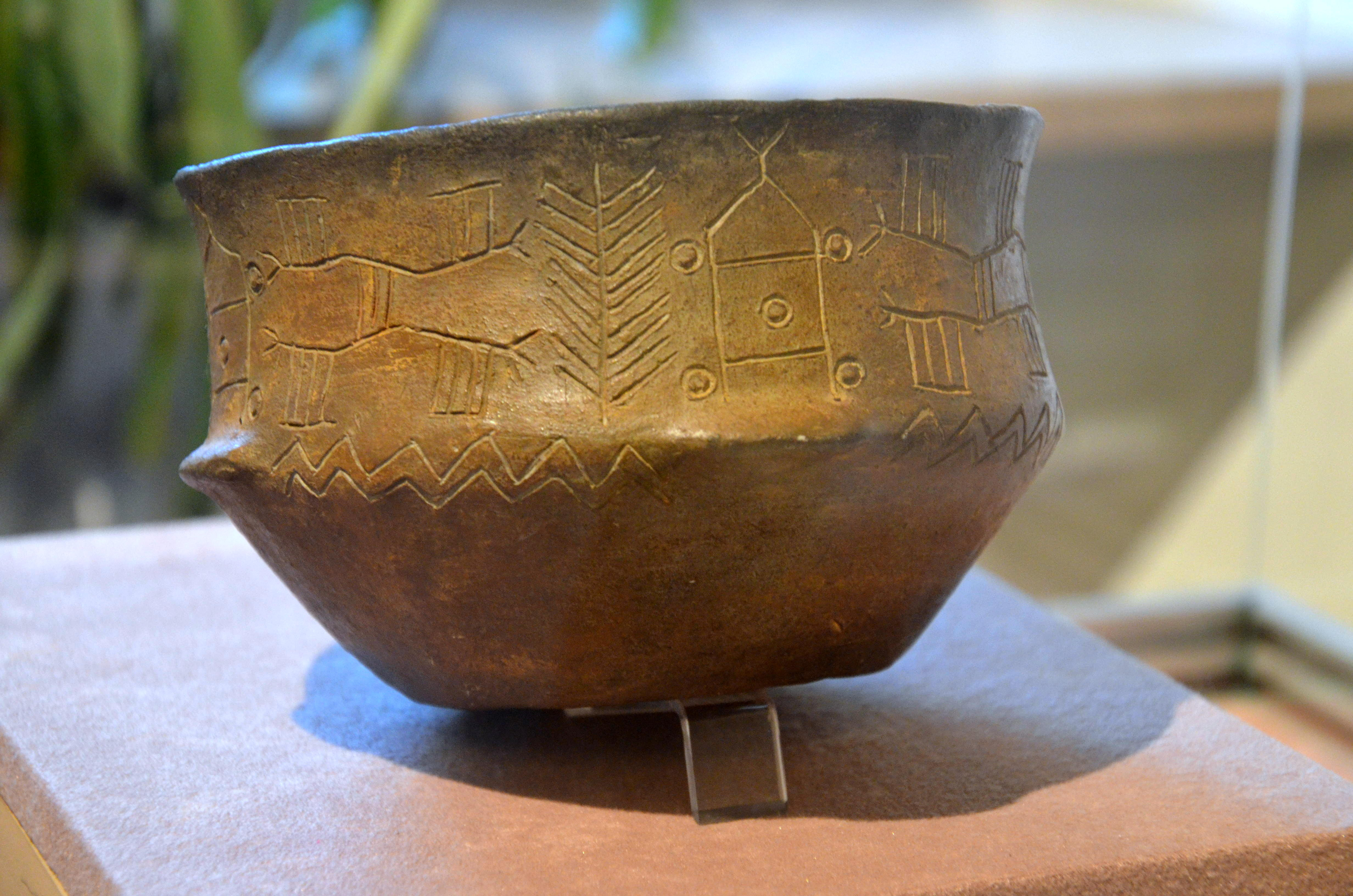
Сосуд из Броночице

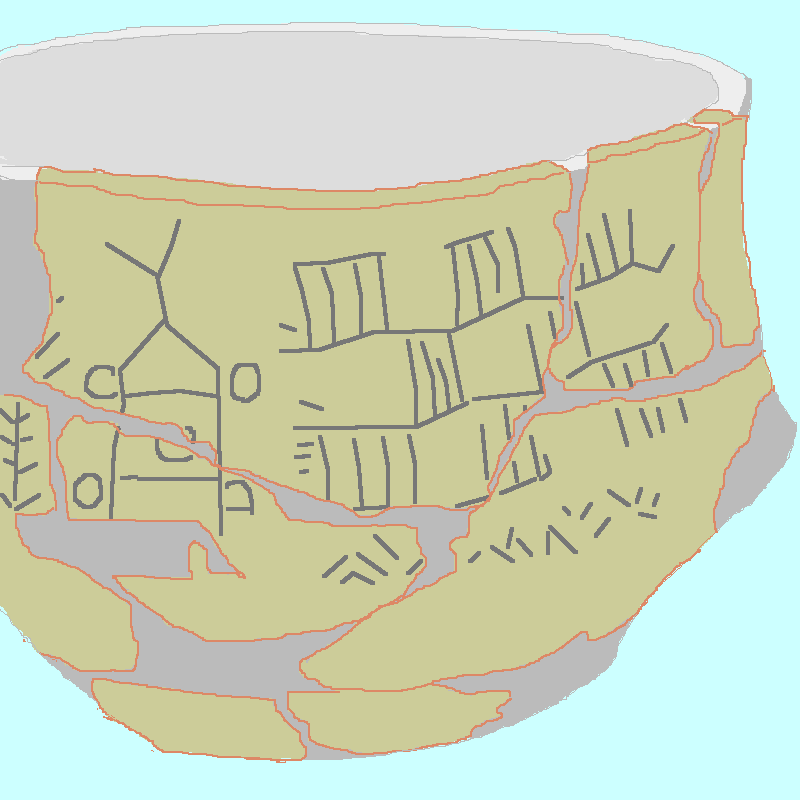
Рисунок на сосуде

Схема изображённой повозки

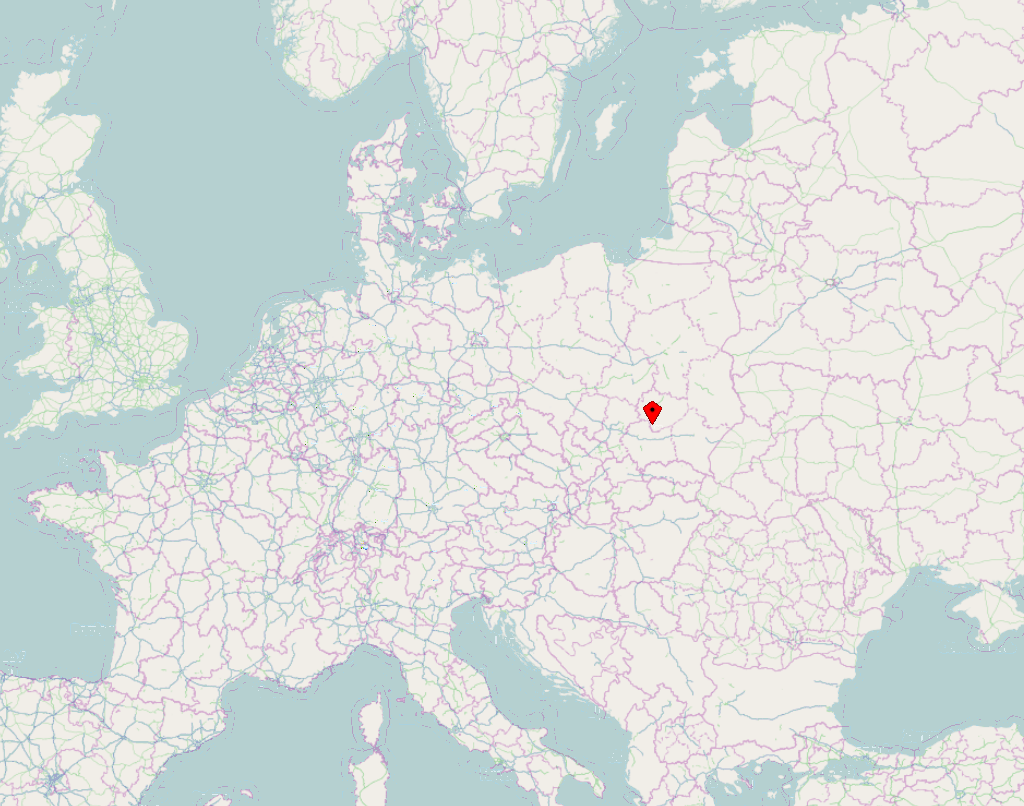
Местоположение находки

Сосуд из Броночице — керамический горшок культуры воронковидных кубков, на котором вырезано одно из самых ранних известных изображений колёсной повозки. Он был обнаружен в деревне Броночице (гмина Дзялошице) недалеко от реки Нидзица в Польше. Радиоуглеродные тесты датируют горшок серединой 4-го тысячелетия до нашей эры. Сегодня он находится в Археологическом музее Кракова на юге Польши.

## Открытие
Горшок был обнаружен между 1974 и 1976 годами во время археологических раскопок большого неолитического поселения в Броночице, ок. 50 км к северо-востоку от Кракова. Раскопки проводились в период с 1974 по 1980 годы Институтом археологии и этнологии Польской академии наук и Университетом штата Нью-Йорк в Буффало (США).
Шарунас Милисаускас, один из нескольких археологов, работавших над проектом раскопок Броночице, писал: «полевой сезон 1974 года дал данные, превзошедшие наши ожидания. На сосуде культуры воронковидных кубков в яме был найден вырезанный мотив повозки. Кость животного, связанная с горшком в яме, была датирована радиоуглеродным методом около 3400 г. до н. э. (Баккер и др., 1999). Сосуд представляет собой одно из самых ранних свидетельств присутствия колёсных повозок в Европе». Милисаускас вместе с Янушем Круком отнесли неолитические находки в Броночицах к люблинско-волынской культуре (между 3100 и 2200 гг. до н. э.), «современной более молодой стадии развития тисаполгарского цикла в бассейне реки Тиса… культура, безусловно, старше периода упадка культуры воронковидных кубков в Малопольше».

## Изображение
Изображение на горшке символически изображает ключевые элементы доисторической среды обитания человека. Самым важным компонентом декора являются пять элементарных изображений чего-то похожего на повозку. Они представляют собой транспортное средство с оглоблями для тяглового животного и четырьмя колёсами. Линии, соединяющие их, вероятно, представляют собой оси. Круг посередине, возможно, символизирует емкость для сбора урожая. Другие изображения на горшке включают дерево, реку и, возможно, поля, пересечённые дорогами/канавами, или план деревни.
Маркировка надписей на горшках Броночице может представлять собой своего рода «дописьменную» символическую систему, аналогичную предложенной Марией Гимбутас модели дунайского протописьма культуры Винча (5700-4500 до н. э.).

## Исторические последствия находки
Изображение на горшке — одно из старейших и датированных изображений четырехколёсного транспортного средства в мире. Это позволяет предположить существование повозок в Центральной Европе ещё в конце IV тысячелетия до нашей эры. Предположительно, в них запрягали туров, останки которых были найдены вместе с горшком. Их рога были изношены, как будто связаны веревкой, возможно, в результате использования своеобразного ярма.
На основании открытия в Броночице Аско Парпола и Кристиан Карпелан отметили, что «индоевропейские языки обладают унаследованной лексикой, связанной с колёсным транспортом», предоставив тем самым новую исследовательскую информацию о происхождении индоевропейской языковой семьи. Они утверждают, что «колёсные транспортные средства впервые были изобретены примерно в середине 4-го тысячелетия до нашей эры». В своём обзоре «Теоретическая структурная археология» Джефф Картер пишет: «Это место было заселено во время фазы культуры воронковидных кубков, одной из сложных групп культур, пришедших на смену культуре линейно-ленточной керамики в Северной Европе, в пятом и четвертом тысячелетиях до нашей эры. Кости из ямы, в которой был найден горшок, дает радиоуглеродные даты около 3635-3370 гг. до н. э.». Это делает его современником самых ранних изображений колесных повозок, найденных на пиктограммах глиняных табличек в районе Э-Ана в Уруке, в шумерской цивилизации Месопотамии (современный Ирак), датированных ок. 3500-3350 до н. э. Некоторые историки утверждают, что распространение колесных транспортных средств с Ближнего Востока в Европу произошло примерно в середине 4-го тысячелетия до нашей эры. Однако все самые ранние свидетельства существования колесных транспортных средств, включая модели, графические изображения, колеса и останки транспортных средств, находятся в Европе, а не на Ближнем Востоке. По словам Шира (2015), «нынешние данные о раннем колесном транспорте не подтверждают традиционную веру в восточное изобретение колеса и повозки», и либо колесные транспортные средства были изобретены независимо в Европе и Месопотамии, либо технология была перенесена из Европы в Месопотамию.

## Критика
По мнению П. М. Кожина, нет достаточных оснований считать, что на сосуде изображена именно повозка. И. В. Палагута также считает, что на сосуде изображена не повозка, а каркасно-столбовая постройка с двускатной крышей. При этом оба автора согласны, что первые достоверные свидетельства европейских колёсных повозок (баденская культура) синхронны более поздним слоям поселения Броночице, на котором найден сосуд.